# Gümüşkonak, Günyüzü
Gümüşkonak là một thị trấn thuộc huyện Günyüzü, tỉnh Eskişehir, Thổ Nhĩ Kỳ. Dân số thời điểm năm 2011 là 1.042 người.